# Christiaan

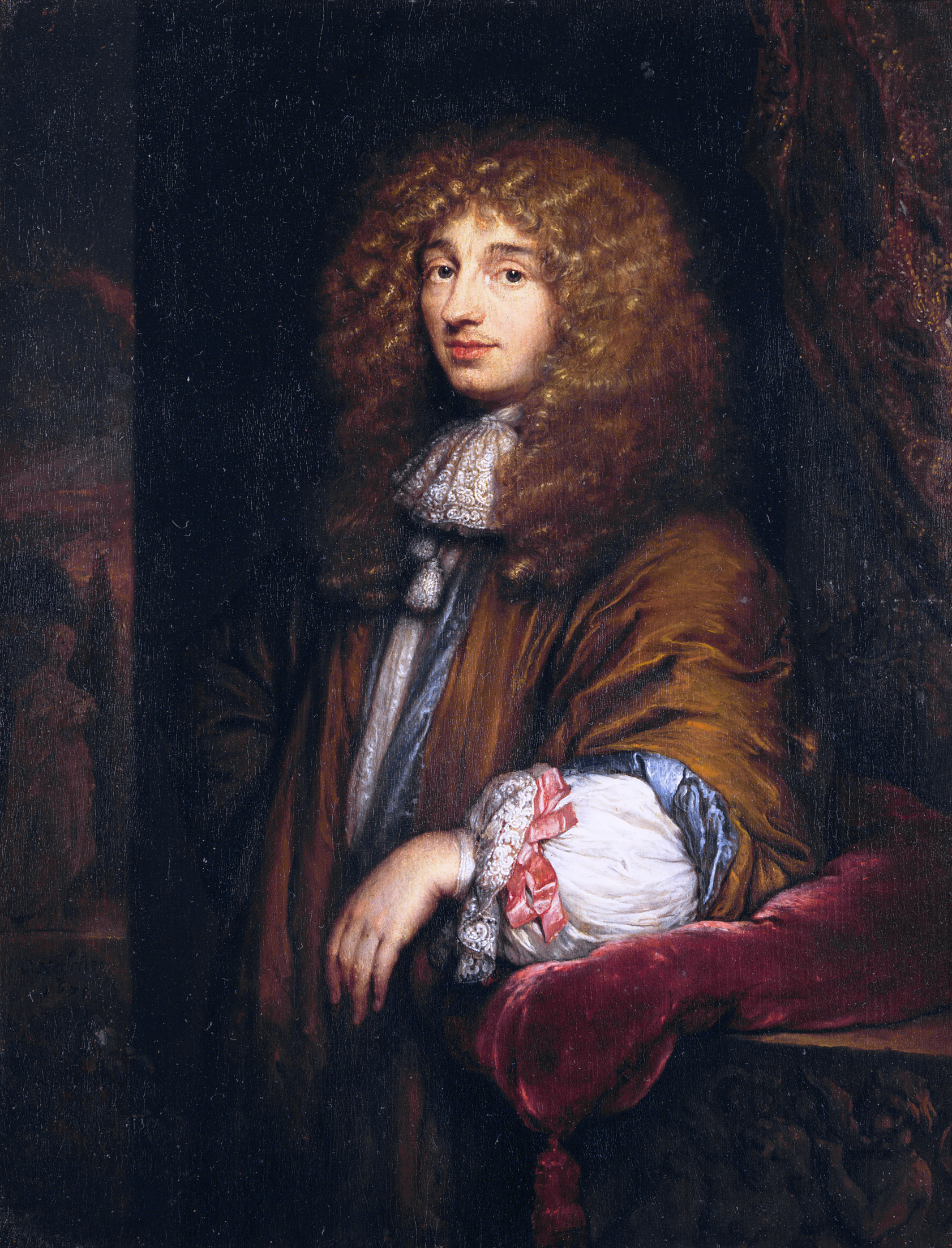
Christiaan Huygens, geschilderd door Caspar Netscher 1671, olieverf, Museum Boerhaave, Leiden

De naam Christiaan is een afleiding van het Latijnse Christianus. De naam betekent christen.
In het Bijbelboek Handelingen van de apostelen 11,26 wordt het woord christen voor het eerst gebruikt: '... dat de discipelen het eerst in Antiochië christenen genoemd werden.'
Vroeg in de middeleeuwen komt deze naam in verschillende vormen vaak voor: in het Middelhoogduits 737 (Socin); Rijnland 959 (Littger); Vlaanderen 11e eeuw (Leys); Utrecht 1196.
Christiaan was de naam van tien koningen van Denemarken.

## Varianten
- Cairistìona (Schots-Gaelisch)
- Chrétien (Frans)
- Chriet (Limburgs)
- Christian, Carsten, Karsten (Duits, Frans)
- Chris (Nederlands, Duits, Engels)
- Christa (Nederlands, Duits, Scandinavisch, Engels)
- Christelle (Frans)
- Christiaen (Nederlands); Christiaensen
- Christin (Nederlands, Duits, Scandinavisch)
- Christina, Christine (Nederlands, Duits, Frans, Engels)
- Christa (Nederlands)
- Cristian (Roemeens, Spaans), in het Spaans ook Cristián
- Cristiano (Italiaans, Portugees)
- Karsten (Duits)
- Kersten (Nederlands)
- Kirsten (Nederlands, Scandinavisch)
- Kristian (Nederlands, Scandinavisch)
- Kristiaan (Nederlands)
- Krystian (mannelijk, Pools)
- Krystyna, verkleinwoord Krysia (vrouwelijk, Pools)